# Type 1 (cannone anticarro 37 mm)
Il cannone anticarro da 37 mm Type 1 (一式機動三十七粍速射砲?, Isshiki Kidō sanjyūnana-miri sokushahō) era un cannone anticarro sviluppato dall'Esercito imperiale giapponese e usato in combattimento durante la seconda guerra mondiale. Il nome era dovuto all'anno di adozione, anno imperiale 2601, corrispondente al 1941 del calendario gregoriano.

## Storia

### Sviluppo

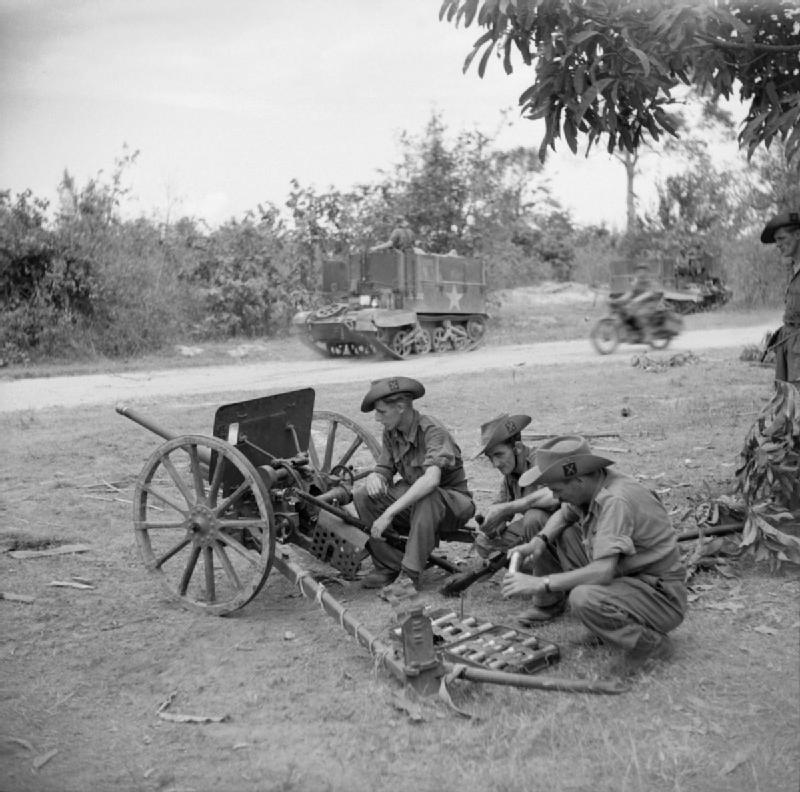
Soldati americani esaminano un Type 1, gennaio 1945

Dopo l'incidente di Nomonhan del 1939, le carenze del cannone anticarro Type 94 da 37 mm divennero evidenti e l'Esercito imperiale iniziò lo sviluppo di un nuovo cannone controcarro che fosse efficace contro i carri dell'Armata Rossa. Tuttavia, poiché il nuovo progetto richiedeva tempo, come misura ad interim si decise di modificare i Type 94 esistenti, dotandoli di una canna più lunga. L'arma risultante, denominata Type 1, venne immessa in servizio nel 1941, prodotta in circa 2.300 esemplari.

### Impiego operativo
Il Type 1 durante la guerra fu disponibile sempre in numeri limitati; inoltre la canna allungata forniva un incremento solo marginale della prestazioni rispetto all'originale Type 94. Il pezzo era abbastanza efficace contro i carri leggeri M3 Stuart nelle prime fasi della guerra del Pacifico, ma risultò impotente contro i M4 Sherman schierati in grandi numeri dagli Alleati negli anni successivi. Venne schierato su diversi fronti, soprattutto nel sud-est asiatico, e venne mantenuto in servizio con efficacia progressivamente ridotta fino alla resa del Giappone.

## Tecnica
Il Type 1 era di base un Type 94 con una canna leggermente più lunga, portata da 46,1 a 50 calibri. L'arma conservava la sagoma bassa, che ne richiedeva la manovra da posizione prona o accovacciata. L'affusto era scudato, dotato di cosce divaricabili a 60° per aumentare la stabilità del pezzo. Il blocco di culatta era dotato di un sistema di espulsione semiautomatico dei bossoli, per incrementare la cadenza di fuoco. Quando veniva caricato il colpo, il fondello della munizione faceva scattare il fermo di chiusura dell'otturatore. Il rinculo azionava l'apertura dell'otturatore ed estraeva il bossolo spento. Il freno di sparo idraulico, con recuperatore a molla, era alloggiato nella culla sotto la canna. L'affusto, montato su ruote a disco d'acciaio forato con semipneumatici, veniva trainato da un autocarro o da cavalli.